# داماسکیوس
داماسکیوس  (به انگلیسی: Johanne Damascius)  آخرین رئیس آکادمی آتن در سدهٔ پنجم میلادی، متولد در سال ۴۵۳ مرگ در سال ۵۳۳ میلادی بود.
در اثر سخت‌گیری‌های کلیسای بیزانس، هفت تن از حکمای غیرمسیحی (مشرک) به دربار ایران در تیسفون و به دربار انوشیروان دادگر پناه آوردند که یکی از آنان داماسکیوس از اهالی سوریه بود. نام همراهان او به ترتیب زیر آمده‌است.
- سمپلیسیوس از مردم کیلیکیه
- اولامیوس از مردم فریگیه
- پریسکیانوس از مردم لیدیه
- هرمیاس از مردم فنیقیه
- دیو جانسن از مردم فنیقیه
- ایسیدوروس از مردم غزه

به گفتهٔ آگاثیاس مورخ رومی چون یوستی نیانوس یکم در سال ۵۲۹ میلادی فرمود آموزشگاه‌های فلسفی آتن و اسکندریه و رها را ببندند، دانشمندان نامبرده از تعصب و ستم وی به ستوه آمدند و ناچار میهن خود را ترک نموده به ایران روی آوردند و به درگاه پادشاه ایران پناهنده شدند و در مدت اقامت خود در ایران با خسرو انوشیروان در مورد مسائل گوناگون گفتگو کردند و در هنگام بازگشت به میهن خود برابر با یکی از مواد پیمان نامه‌ای که در سال ۵۳۳ میلادی میان انوشیروان و یوستی نیانوس یکم بسته شد، شاه ایران برای کمک به دانشمندان نامبرده با قیصر شرط کرد که از بازگشت آنها به میهنشان جلوگیری نشود بلکه آنها را آزاد گذارند تا در قلمرو دولت روم زندگی کنند. مدت اقامت دانشمندان یونانی در ایران حدود ۴ سال بوده‌است.
داماسکیوس در رساله‌ای به کیش زرتشتی ایرانیان پرداخته و گفتار خود را به ادوموس رودسی نسبت داده است ولی برخی از محققان در صحت این استناد تردید کرده و برآنند که داماسکیوس برای معتبر جلوه دادن اقوال خود مشاهدات عینی خود را به نویسندهٔ کهن یونان نسبت داده‌است.